# Austin (Pensilvania)
Austin es un borough ubicado en el condado de Potter en el estado estadounidense de Pensilvania. En el año 2000 tenía una población de 623 habitantes y una densidad poblacional de 60.4 personas por km².

## Geografía
Austin se encuentra ubicado en las coordenadas 41°37′51″N 78°05′37″O / 41.63083, -78.09361.

## Demografía
Según la Oficina del Censo en 2000 los ingresos medios por hogar en la localidad eran de $28,846 y los ingresos medios por familia eran $34,375. Los hombres tenían unos ingresos medios de $29,659 frente a los $20,729 para las mujeres. La renta per cápita para la localidad era de $12,210. Alrededor del 21.2% de la población estaba por debajo del umbral de pobreza.